# Krzyż Marynarki Wojennej
Krzyż Marynarki Wojennej (ang. Navy Cross) – amerykańskie, najwyższe odznaczenie wojskowe nadawane przez departament marynarki wojennej. Podczas II wojny światowej został drugim w starszeństwie, po Medalu Honoru, odznaczeniem nadawanym za heroizm. Krzyż Marynarki został ustanowiony i zatwierdzony przez Kongres Stanów Zjednoczonych 4 lutego 1919 roku, z mocą wsteczną do 6 kwietnia 1917. Przeznaczony jest dla żołnierzy marynarki, piechoty morskiej i straży wybrzeża, ale może być nadawany żołnierzom innych rodzajów sił zbrojnych. Jest odpowiednikiem Krzyża Sił Powietrznych w lotnictwie i Krzyża za Wybitną Służbę w wojskach lądowych.
Zaprojektowany został przez Jamesa Earle Frasera.
- Awers – krzyż z charakterystycznie zaokrąglonymi ramionami. W centrum, symboliczna karawela na falach.
- Rewers – skrzyżowane kotwice z okresu sprzed 1850, litery USN
- Wstążka – ciemnoniebieska z białym paskiem pośrodku. Kolor niebieski symbolizuje służbę na morzu, biały czystość i bezinteresowność.

Kolejne nadania Krzyża są oznaczane poprzez nałożenie na wstążkę (oraz baretkę) złotej, pięcioramiennej gwiazdki. Pięć złotych gwiazdek jest zastępowanych gwiazdką srebrną.